# Marco Vitali
Marco Vitali (Fano, Marques, 18 de juny de 1960) va ser un ciclista italià, que fou professional entre 1983 i 1991. Dels seus resultats destaquen les tres victòries al Gran Premi de Lugano i una victòria d'etapa al Giro d'Itàlia de 1987.

## Palmarès
- 1978
  - 1r a la Copa de la Pau
- 1982
  - 1r a la Gran Premi de Lugano
  - 1r al Giro dei sei Comuni Mendrisio
- 1984
  - 1r al Sei giorni del sole
- 1987
  - Vencedor d'una etapa al Giro d'Itàlia
- 1988
  - 1r a la Gran Premi de Lugano
- 1990
  - 1r a la Gran Premi de Lugano

### Resultats al Giro d'Itàlia
- 1985. 31è de la classificació general
- 1986. 37è de la classificació general
- 1987. 63è de la classificació general. Vencedor d'una etapa
- 1988. 35è de la classificació general
- 1990. 54è de la classificació general
- 1991. 37è de la classificació general

### Resultats a la Volta a Espanya
- 1984. 22è de la classificació general